# Purui
Purui je rijeka u Kolumbiji, pritoka rijeke Japurá. Pripada porječju rijeke Amazone.